# ATP Köln
Das ATP-Turnier von Köln (zuletzt Bett1Hulks Championship) war ein Herren-Tennisturnier in Köln. Zuletzt fanden an derselben Stelle 2020 zwei aufeinanderfolgende Ausgaben statt, die in der Halle auf Hartplatz gespielt wurde.

## Geschichte
Bereits in den 1970er- und 1980er-Jahren fand in Köln ein internationales Tennisturnier statt, der Cologne Grand Prix. Die Siegerliste der Veranstaltung umfasst Namen wie Björn Borg, Ivan Lendl oder Jimmy Connors. Jedoch konnte kein Spieler den Einzelwettbewerb mehr als einmal gewinnen, im Doppel ist der Südafrikaner Frew McMillan mit drei Siegen Rekordtitelträger. Im Gegensatz zum Turnier der 1990er-Jahre wurde der Grand Prix in der Halle ausgetragen; die ersten beiden Male noch auf Teppich, ab 1978 wurde auf Hartplatz gespielt. Die Veranstaltung 1992 löste die Geneva Open in Genf ab, aber schon in der Saison 1993 wurde das Kölner Turnier im Tourkalender durch das Turnier in Bukarest ersetzt.
Im Jahr 2011 gab es Bemühungen, wieder ein ATP-Turnier nach Köln zu holen. Im Rheinenergiestadion sollte zur Vorbereitung auf die US Open ein Hartplatzturnier entstehen. Das Vorhaben wurde letztlich nie in die Tat umgesetzt.
Im Oktober 2020 wurden im Anschluss an die Grand-Slam-Turniere in New York und Paris gleich zwei aufeinanderfolgende ATP-Turniere in der Lanxess Arena in Köln ausgetragen, die wegen der COVID-19-Pandemie kurzfristig organisiert wurden und ohne Zuschauer stattfanden. Danach fanden keine weiteren Ausgaben statt.

## Siegerliste

### Einzel
| Jahr                        | Sieger               | Finalgegner           | Finalergebnis   |
| --------------------------- | -------------------- | --------------------- | --------------- |
| 2020 (II)                   | Alexander Zverev (2) | Diego Schwartzman     | 6:2, 6:1        |
| 2020 (I)                    | Alexander Zverev (1) | Félix Auger-Aliassime | 6:3, 6:3        |
| 1993–2019: keine Austragung |                      |                       |                 |
| 1992                        | Bernd Karbacher      | Marcos Ondruska       | 7:64, 6:4       |
| 1987–1991: keine Austragung |                      |                       |                 |
| 1986                        | Jonas Svensson       | Stefan Eriksson       | 6:7, 6:2, 6:2   |
| 1985                        | Peter Lundgren       | Ramesh Krishnan       | 6:3, 6:2        |
| 1984                        | Joakim Nyström       | Miloslav Mečíř        | 7:6, 6:2        |
| 1983                        | Matt Doyle           | Hans-Dieter Beutel    | 1:6, 6:1, 6:2   |
| 1982                        | Kevin Curren         | Shlomo Glickstein     | 2:6, 6:2, 6:3   |
| 1981                        | Ivan Lendl           | Sandy Mayer           | 6:3, 6:3        |
| 1980                        | Bob Lutz             | Nick Saviano          | 6:4, 6:0        |
| 1979                        | Gene Mayer           | Wojciech Fibak        | 6:3, 3:6, 6:1   |
| 1978                        | Wojciech Fibak       | Vijay Amritraj        | 6:2, 0:1 aufgg. |
| 1977                        | Björn Borg           | Wojciech Fibak        | 2:6, 7:5, 6:3   |
| 1976                        | Jimmy Connors        | Frew McMillan         | 6:2, 6:3        |

### Doppel
| Jahr                        | Sieger                              | Finalgegner                       | Finalergebnis |
| --------------------------- | ----------------------------------- | --------------------------------- | ------------- |
| 2020 (II)                   | Raven Klaasen Ben McLachlan         | Kevin Krawietz Andreas Mies       | 6:2, 6:4      |
| 2020 (I)                    | Pierre-Hugues Herbert Nicolas Mahut | Łukasz Kubot Marcelo Melo         | 6:4, 6:4      |
| 1993–2019: keine Austragung |                                     |                                   |               |
| 1992                        | Horacio de la Peña Gustavo Luza     | Ronnie Båthman Libor Pimek        | 6:7, 6:0, 6:2 |
| 1987–1991: keine Austragung |                                     |                                   |               |
| 1986                        | Kelly Evernden Chip Hooper          | Jan Gunnarsson Peter Lundgren     | 6:4, 6:7, 6:3 |
| 1985                        | Alex Antonitsch Michiel Schapers    | Jan Gunnarsson Peter Lundgren     | 6:4, 7:5      |
| 1984                        | Wojciech Fibak Sandy Mayer (2)      | Jan Gunnarsson Joakim Nyström     | 6:1, 6:3      |
| 1983                        | Nick Saviano Florin Segărceanu      | Paul Annacone Eric Korita         | 6:3, 6:4      |
| 1982                        | José Luis Damiani Carlos Kirmayr    | Hans-Dieter Beutel Christoph Zipf | 6:2, 3:6, 7:5 |
| 1981                        | Sandy Mayer (1) Frew McMillan (3)   | Jan Kodeš Karl Meiler             | 6:0, 6:3      |
| 1980                        | Bernard Mitton Andrew Pattison      | Jan Kodeš Tomáš Šmíd              | 6:4, 6:1      |
| 1979                        | Gene Mayer Stan Smith               | Heinz Günthardt Pavel Složil      | 6:3, 6:4      |
| 1978                        | Peter Fleming John McEnroe          | Bob Hewitt Frew McMillan          | 6:3, 6:2      |
| 1977                        | Bob Hewitt (2) Frew McMillan (2)    | Fred McNair Sherwood Stewart      | 6:3, 7:5      |
| 1976                        | Bob Hewitt (1) Frew McMillan (1)    | Colin Dowdeswell Mike Estep       | 6:1, 3:6, 7:6 |